# اشتباكات نيجيريا 2011
اشتباكات نيجيريا 2011 حدث في عدة بلدات في شمال نيجيريا في أواخر ديسمبر 2011، في سياق تمرد بوكو حرام.
اندلعت مواجهة كبيرة بين أعضاء بوكو حرام المشتبه بهم وقوات الأمن في مدينة داماتورو في 22 ديسمبر 2011 واستمرت حتى اليوم التالي. وأكدت مصادر بالجيش أنها قتلت ما لا يقل عن 50 مسلحًا خلال المعركة التي استمرت يومين وتجاوزت قاعدة للمسلحين ومستودعا للذخيرة. قُتل ما لا يقل عن 7 جنود خلال الاشتباكات، من بينهم أربعة قُتلوا رمياً بالرصاص في هجوم من سيارة مارة في أواخر يوم 23 ديسمبر. ووقع تبادل لإطلاق النار آخر في بلدة مايدوجوري النائية، حيث أكدت المشرحة المحلية مقتل 11 شخصًا على الأقل. أفاد السكان أن كلتا المدينتين مهجرتان فعليًا في اليوم التالي للهجمات، والتي تأتي بعد أقل من شهرين من هجوم مميت مماثل.